# Любимівка (Любимівська сільська громада)
Люби́мівка (запорозька назва Норівка; до 1917 року — Олексіївка) — село адміністративний центр Любимівської сільської громади у Дніпровському районі Дніпропетровської області.

## Географія
Любимівка розташована на лівому березі Дніпровського водосховища при впадінні в нього річки Татарки.
На протилежному березі Дніпровського водосховища розташоване село Старі Кодаки. На північ від Любимівки починаються лівобережні околиці Дніпра.
Любимівка розташована в центрі Дніпропетровської області. Фізико-географічна зона — Придніпровська низовина. Висота над рівнем моря в селі змінюється від 50-60 метрів на березі Дніпра до 110—120 метрів у східній частині.

## Археологічні дослідження
Поблизу села досліджено поселення ямної культури доби бронзи (3 тисячоліття до н. е.). У балці Татарка відкрито поселення пізньої бронзи (початок 1 тисячоліття до н. е.) та черняхівської культури (3—4 століття).

## Історія
За часів Запорізької Січі на місці теперішньої Любимівки стояли запорізькі зимівники та хутори.
Після ліквідації Січі, коли почали розчищати Дніпровські пороги тут були помешкання (землянки або нори) робітників, які працювали на розчищенні каналу у Дніпрових порогах.
У 1781 році «село Норівку з землею» навпроти порогу Ненаситець одержав брат тодішнього катеринославського намісника Олексій Максимович Синельников. У наступному році він переселив сюди з Воронезької губернії селян-кріпаків, а поселення назвав за своїм іменем Олексіївкою. Згодом сюди переселили й кріпаків-українців.
У 1790 році за ініціативою Олексія Синельникова село назване Любимівкою. Хоча назва Олексіївка також існувала до 1917 року.
Станом на 1886 рік слобода Любимівка була центром Любимівської волості Новомосковського повіту. Тут мешкало 789 особи, було 137 подвір'їв, волосне правління, православна церква, школа.
До Любимівки приїжджали відомі російські поети Гаврило Державін, Василь Жуковський та Олександр Пушкін. В. Жуковський під враженнями від спостережень порогу Ненаситець написав твір «Громобой» — першу главу поеми «Дванадцять сплячих дів».
У часи радянської влади в Любимівці була центральна садиба радгоспу «Україна».
1989 року за переписом тут проживало приблизно 2 700 осіб.

## Сучасність
У Любимівці функціонують загальноосвітня школа, дитячий садок, дільнична лікарня, будинок культури, бібліотека.
Село газифіковане. Діє ТОВ «Любимівка», що займається вирощуванням зернових та технічних культур.

## Населення

### Мова
Розподіл населення за рідною мовою за даними перепису 2001 року:
| Мова                | Відсоток |
| ------------------- | -------- |
| українська          | 84,3%    |
| російська           | 15,2%    |
| інші/не визначилися | 0,5%     |

## Постаті
- Богданов Микола Дмитрович — Герой Радянського Союзу.
- похований Кривенко Денис Вікторович (1981-2017) — молодший сержант Збройних сил України, учасник російсько-української війни.

## Галерея

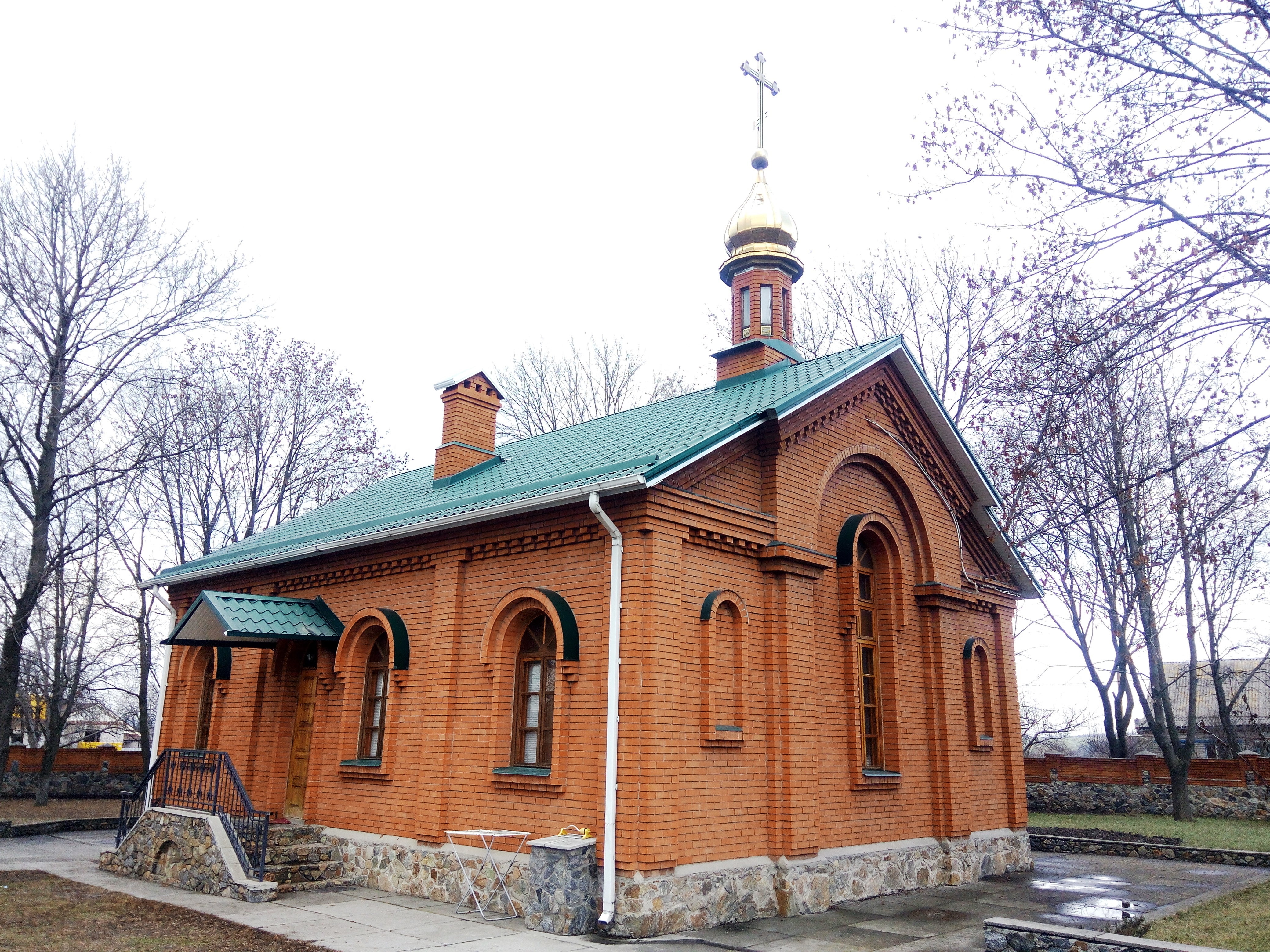
Свято-Миколаївський храм
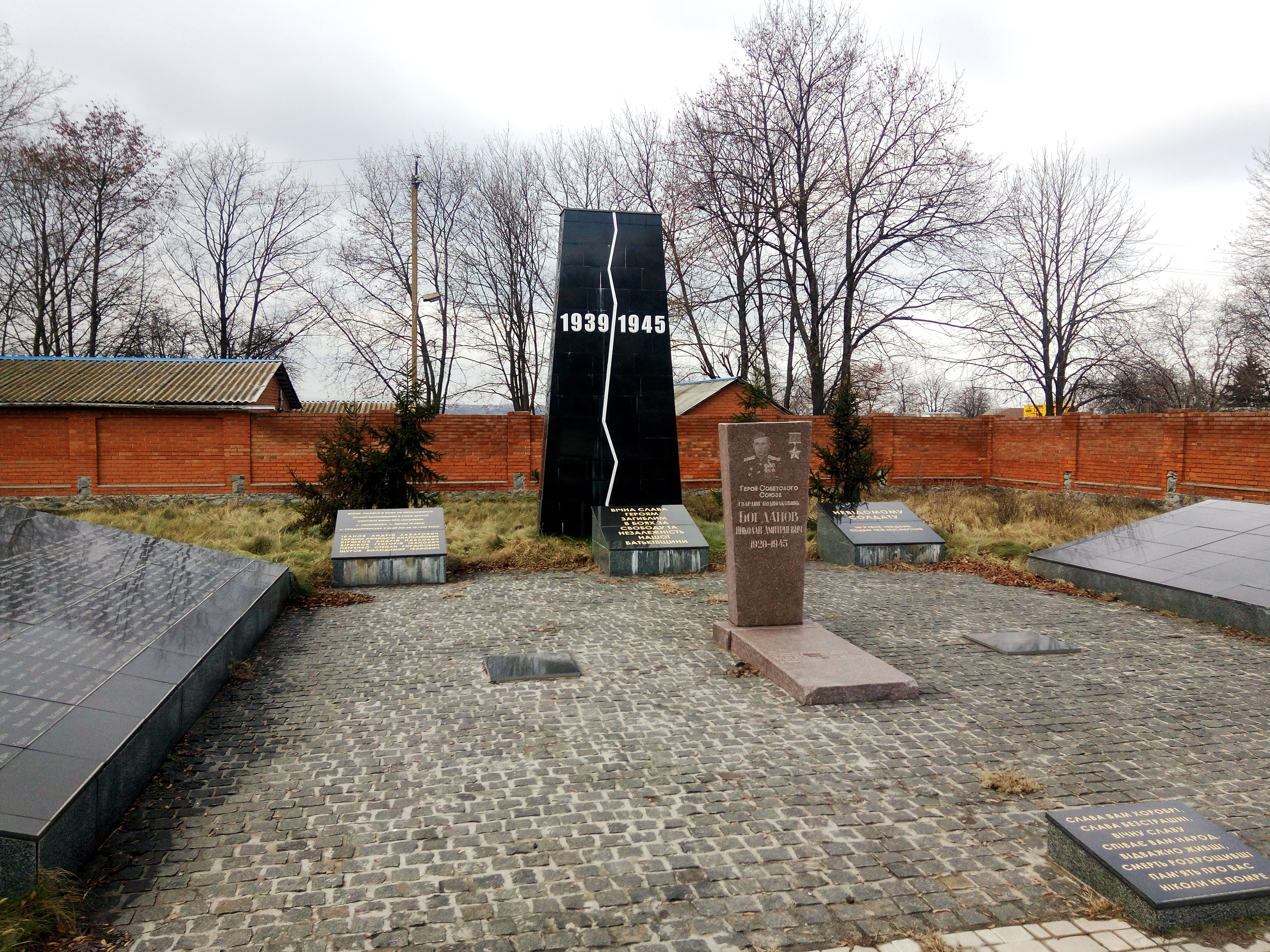
Братська могила радянських воїнів
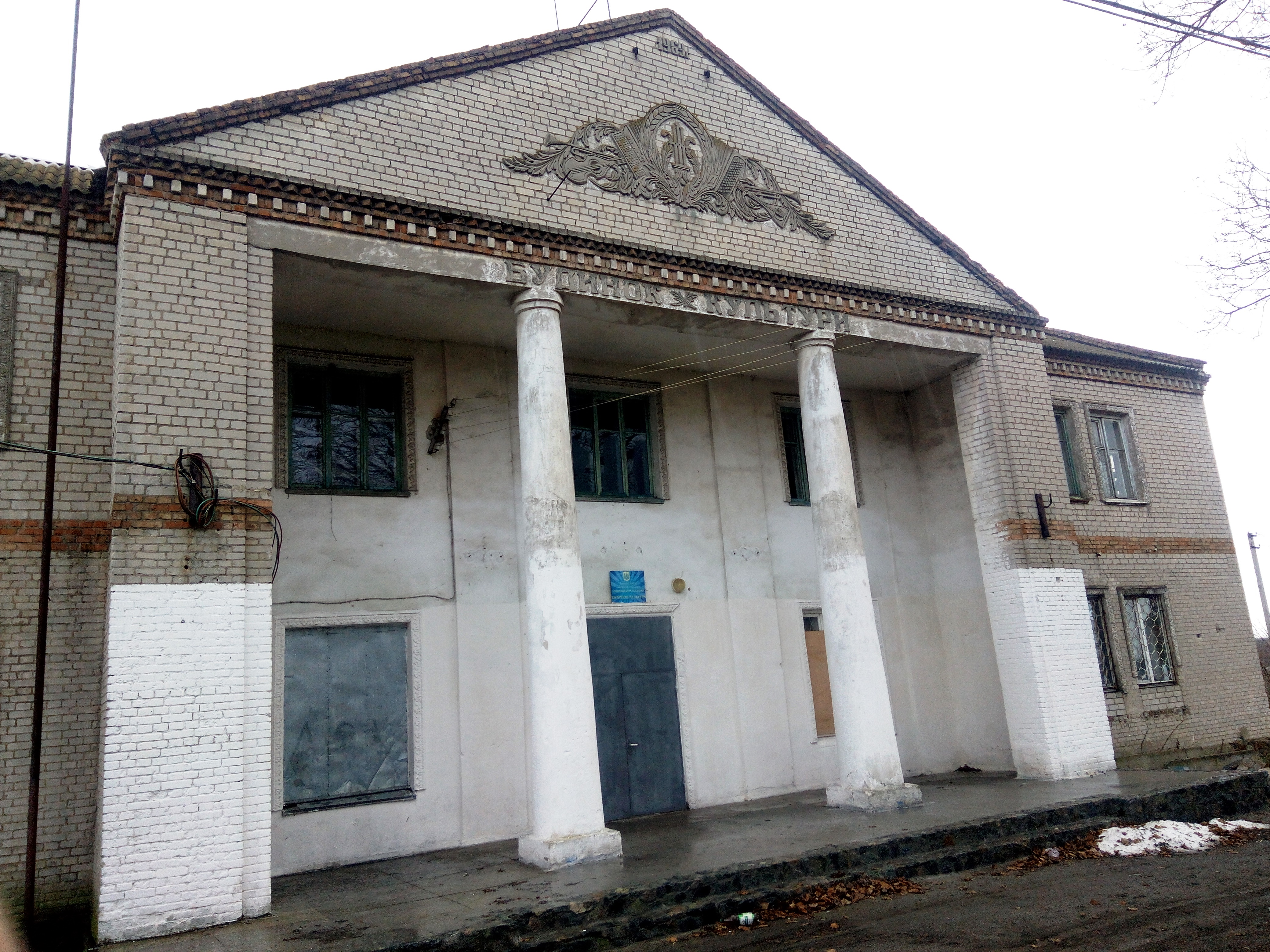
Культурно-дозвільний центр
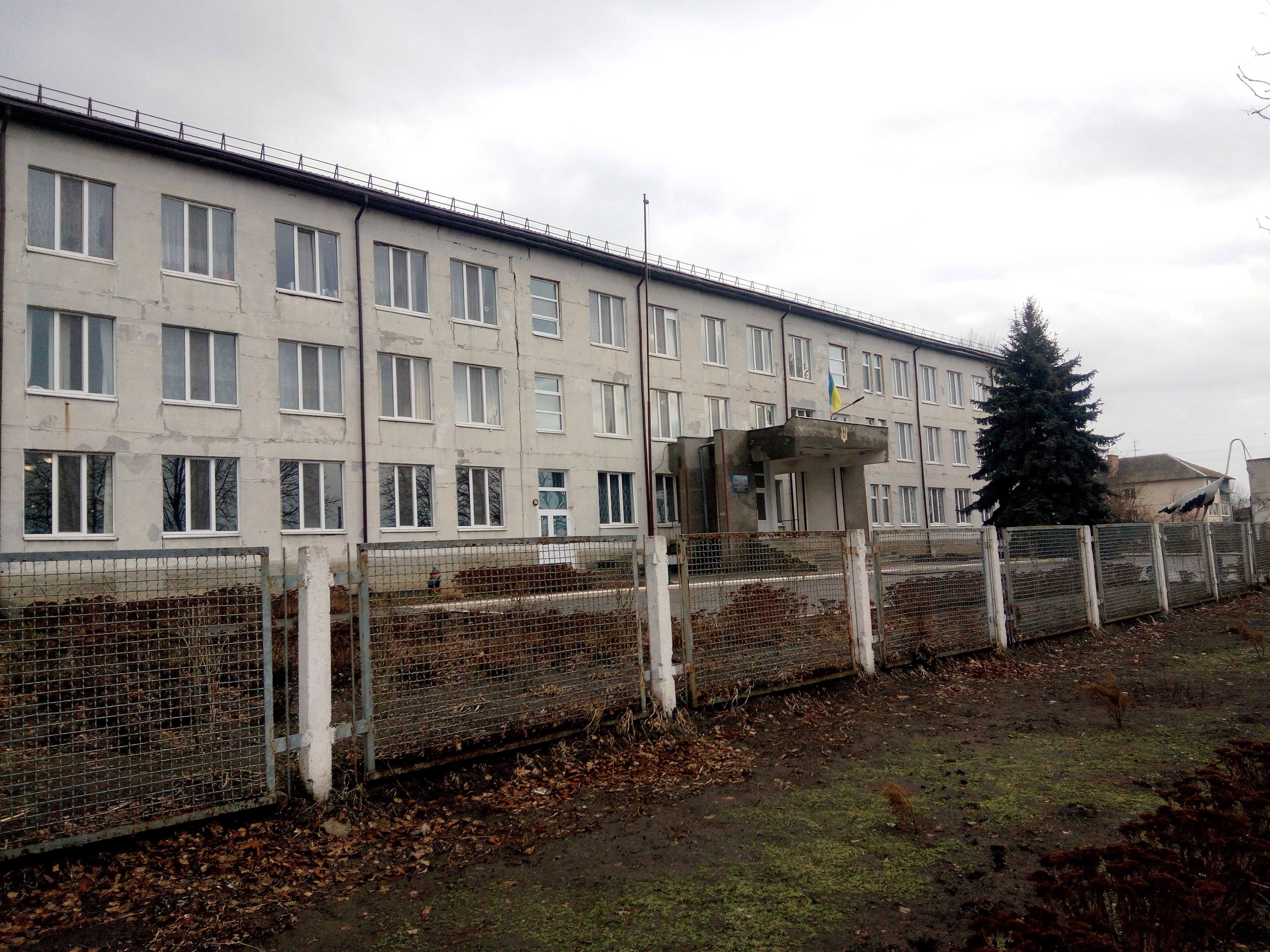
Середня загальноосвітня школа
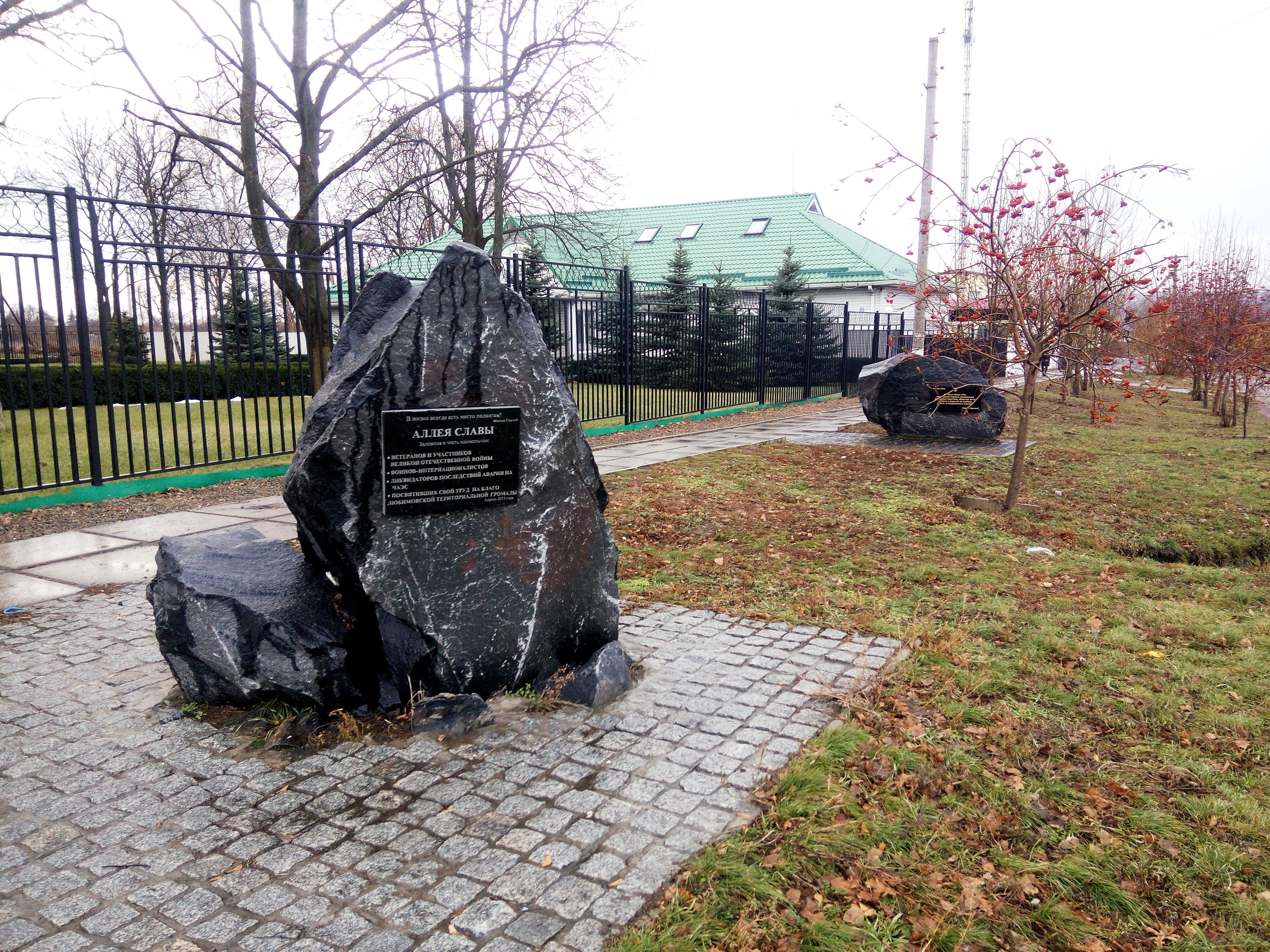
Алея слави
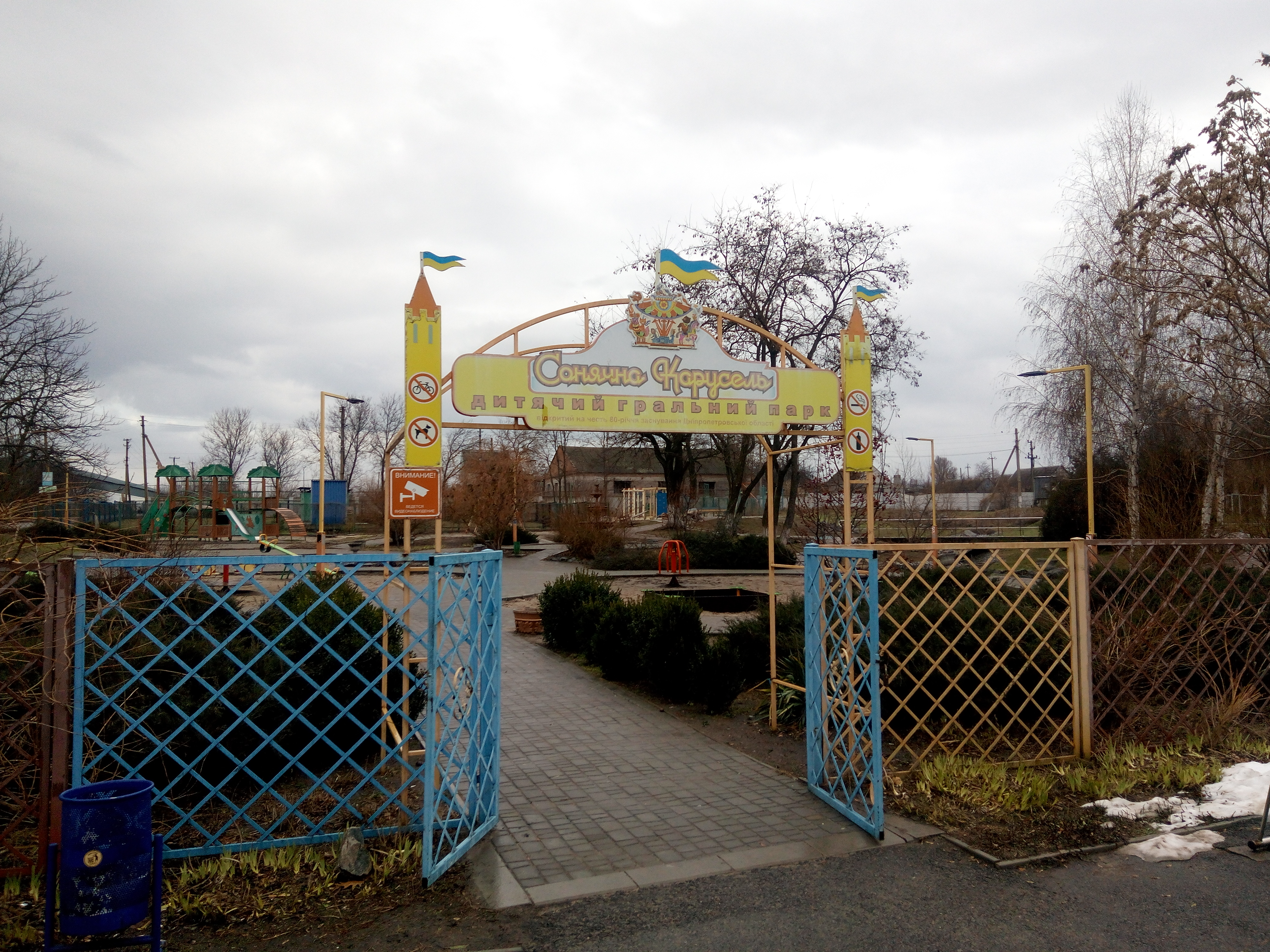
Дитячий гральний парк "Сонячна Карусель"